# Paus Benedictus V
Benedictus V (Rome, geboortedatum onbekend - Hamburg, 4 juli 965) was paus van 22 mei 964 tot 23 juni 964. Zijn grootste concurrent was de toekomstige paus Leo VIII. Hij werd gekozen door de Romeinen na de dood van paus Johannes XII. Keizer Otto I de Grote keurde zijn aanstelling als nieuwe paus echter niet goed. Hij werd na een maand vervangen door Leo VIII.
Na zijn afzetting werd Benedictus naar Duitsland gebracht door de keizer. Deze plaatste hem daar onder de zorg van Adeldag, aartsbisschop van Hamburg-Bremen. Hij stierf op 4 juli 965 en werd begraven in de kathedraal van Hamburg. In 988 werden de resten door keizer Otto III naar Rome verplaatst, hoewel de locatie onbekend is.
Deze paus wordt door sommige historici als een tegenpaus gezien.